# 川東村 (新潟県北蒲原郡)
川東村（かわひがしむら）は、かつて新潟県北蒲原郡にあった村。

## 沿革
- 1901年（明治34年）11月1日 - 北蒲原郡大宮村、板津村、竹ノ俣村、石田村が合併して、川東村が発足。
- 1955年（昭和30年）3月31日 - 新発田市に編入され消滅。

## 学校

### 小学校
- 川東村立川東小学校
- 川東村立竹俣小学校
- 川東村立車野小学校

### 中学校
- 川東村立川東中学校